# Siam Di Tella Argenta
 (juin 2023).
Si vous disposez d'ouvrages ou d'articles de référence ou si vous connaissez des sites web de qualité traitant du thème abordé ici, merci de compléter l'article en donnant les références utiles à sa vérifiabilité et en les liant à la section « Notes et références ».
 (juin 2023).
La mise en forme du texte ne suit pas les recommandations de Wikipédia : il faut le « wikifier ».
Les points d'amélioration suivants sont les cas les plus fréquents. Le détail des points à revoir est peut-être précisé sur la page de discussion.
- Les titres sont pré-formatés par le logiciel. Ils ne sont ni en capitales, ni en gras.
- Le texte ne doit pas être écrit en capitales (les noms de famille non plus), ni en gras, ni en italique, ni en « petit »…
- Le gras n'est utilisé que pour surligner le titre de l'article dans l'introduction, une seule fois.
- L'italique est rarement utilisé : mots en langue étrangère, titres d'œuvres, noms de bateaux, etc.
- Les citations ne sont pas en italique mais en corps de texte normal. Elles sont entourées par des guillemets français : « et ».
- Les listes à puces sont à éviter, des paragraphes rédigés étant largement préférés. Les tableaux sont à réserver à la présentation de données structurées (résultats, etc.).
- Les appels de note de bas de page (petits chiffres en exposant, introduits par l'outil «  Source ») sont à placer entre la fin de phrase et le point final[comme ça].
- Les liens internes (vers d'autres articles de Wikipédia) sont à choisir avec parcimonie. Créez des liens vers des articles approfondissant le sujet. Les termes génériques sans rapport avec le sujet sont à éviter, ainsi que les répétitions de liens vers un même terme.
- Les liens externes sont à placer uniquement dans une section « Liens externes », à la fin de l'article. Ces liens sont à choisir avec parcimonie suivant les règles définies. Si un lien sert de source à l'article, son insertion dans le texte est à faire par les notes de bas de page.
- La présentation des références doit suivre les conventions bibliographiques. Il est recommandé d'utiliser les modèles {{Ouvrage}}, {{Chapitre}}, {{Article}}, {{Lien web}} et/ou {{Bibliographie}}. Le mode d'édition visuel peut mettre en forme automatiquement les références.
- Insérer une infobox (cadre d'informations à droite) n'est pas obligatoire pour parachever la mise en page.

Pour une aide détaillée, merci de consulter Aide:Wikification.
Si vous pensez que ces points ont été résolus, vous pouvez retirer ce bandeau et améliorer la mise en forme d'un autre article.
La SIAM Di Tella Argenta (aussi appelée simplement Pick-Up Argenta) est un pick-up fabriqué par la société SIAM Di Tella Automotores SA en Argentine de 1961 à 1966.
Deux séries de ce pick-up se sont succédé :
- 1re série, lancée en 1961 avec une carrosserie de l'Austin A55 Cambridge, légèrement plus petite que la seconde série ;
- 2(de) série, lancée en 1963, dérivée de la berline Siam Di Tella 1500.

Les deux séries sont construites sur le châssis des berlines correspondantes, combinant les avantages de la berline pour la partie habitacle et de la camionnette pour le transport de marchandises. Leur charge utile était limitée à 500 kg. Les moteurs étaient pratiquement les mêmes que ceux de la Di Tella 1500 avec propulsion arrière.

## Caractéristiques techniques
Le SIAM Di Tella Argenta pick-up était équipé d'un moteur Austin "B" à quatre temps, quatre cylindres en ligne de 1.489 cm³. La puissance développée sur la 1re série était de 47 ch SAE à 4.100 tr/min avec un taux de compression de 7:1. Il disposait d'un abre à cames latéral avec soupapes en tête avec tiges de culbuteurs et poussoirs. Le refroidissement du moteur est à eau. La consommation était peu supérieure à la berline, entre 10 et 10,5 litres aux 100 km. Le moteur de la seconde série ne diffère que par la puissance portée à 56 ch mais à 4.500 tr/min avec un taux de compression de 7,2:1
La suspension renforcée du véhicule comprenait des roues indépendantes à l'avant et un essieu rigide à l'arrière avec des ressorts à lames longitudinales et une barre stabilisatrice. La charge utile maximale était limitée à 500 kg, mais il n'est pas recommandé d'atteindre ce poids, car le véhicule pouvait perdre de sa stabilité.
La carrosserie était de type autoporteuse. La version de 1961 était directement dérivée du modèle original anglais tandis que la version de 1963 était identique à la berline Di Tella 1500. La cabine offrait suffisamment d'espace pour trois passagers.

## Production Siam Di Tella / CIDASA
| Nom                             | Type    | Années  | Production |
| ------------------------------- | ------- | ------- | ---------- |
| Di Tella 1500                   | Berline | 1959–66 | 45.785     |
| Di Tella Traveller              | Break   | 1963–66 | 1.915      |
| SIAM Magnette 1622              | Berline | 1964–66 | 2.664      |
| Di Tella Argenta (1 & 2e série) | Pick-up | 1963–66 | 11.113     |
| Total                           | Total   | Total   | 61.477     |

(Nota : y compris la production IKA-CIDASA : 6.968 ex).

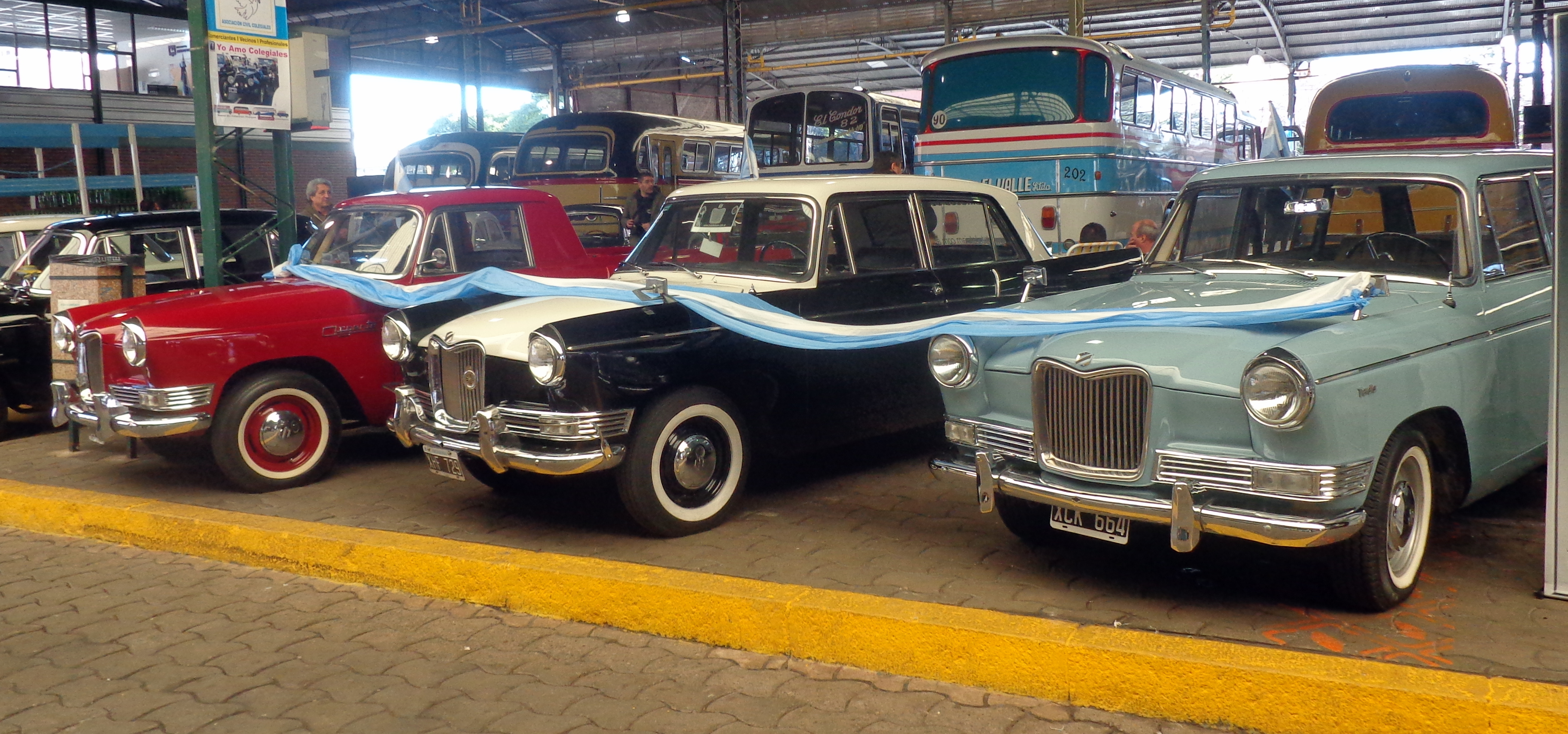
SIAM Di Tella Argenta 2ème série - On distingue l'Argenta Pick-up en rouge

Détail de la production CIDASA entre avril 1966 et mars 1967 :
- MG 1650 Fordor (berline) = 235
- Morris 1650 Fordor (berline) = 3 027
- Morris 1650 Voyageur (break) = 847
- Riley 1500 Fordor (berline) = 2 537
- Micro Riley 1500 (pick-up) = 322